# Fabbrica della Birra Perugia
La Fabbrica della Birra Perugia è uno dei primi birrifici sorti in Italia, insieme ad altri marchi storici come Wührer a Brescia, Forst a Merano, Dreher a Trieste, Peroni a Roma, Paszkowski a Firenze.

## Storia

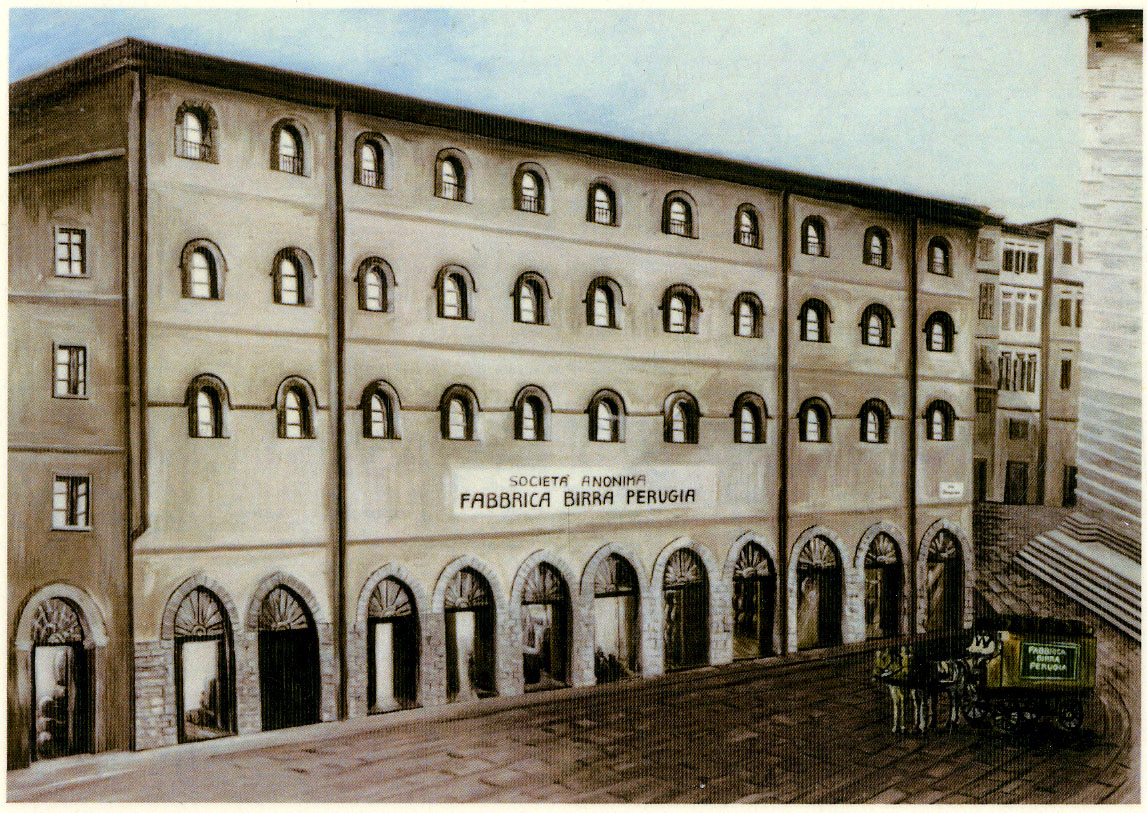
Sede storica dello stabilimento

Fondata nel 1875 a Perugia, la prima sede era ospitata in alcuni locali di Palazzo Silvestri in via Baglioni, vicini ai depositi di neve ubicati nei sotterranei della Rocca Paolina, funzionali alla maturazione e conservazione della birra in appositi fusti di rovere. Successivamente lo stabilimento fu ospitato nei più ampi locali di via Oradina (oggi Via Bartolo), sede della fabbrica fino al 1927, anno della cessazione della sua attività.
A rilanciare il marchio dopo tanti anni di oblio sono stati alcuni giovani della città. Intorno alla metà degli anni Duemila parte il progetto di rinascita del birrificio che ora ha sede in una vecchia officina di Pontenuovo di Torgiano.